# Walter Clopton Wingfield

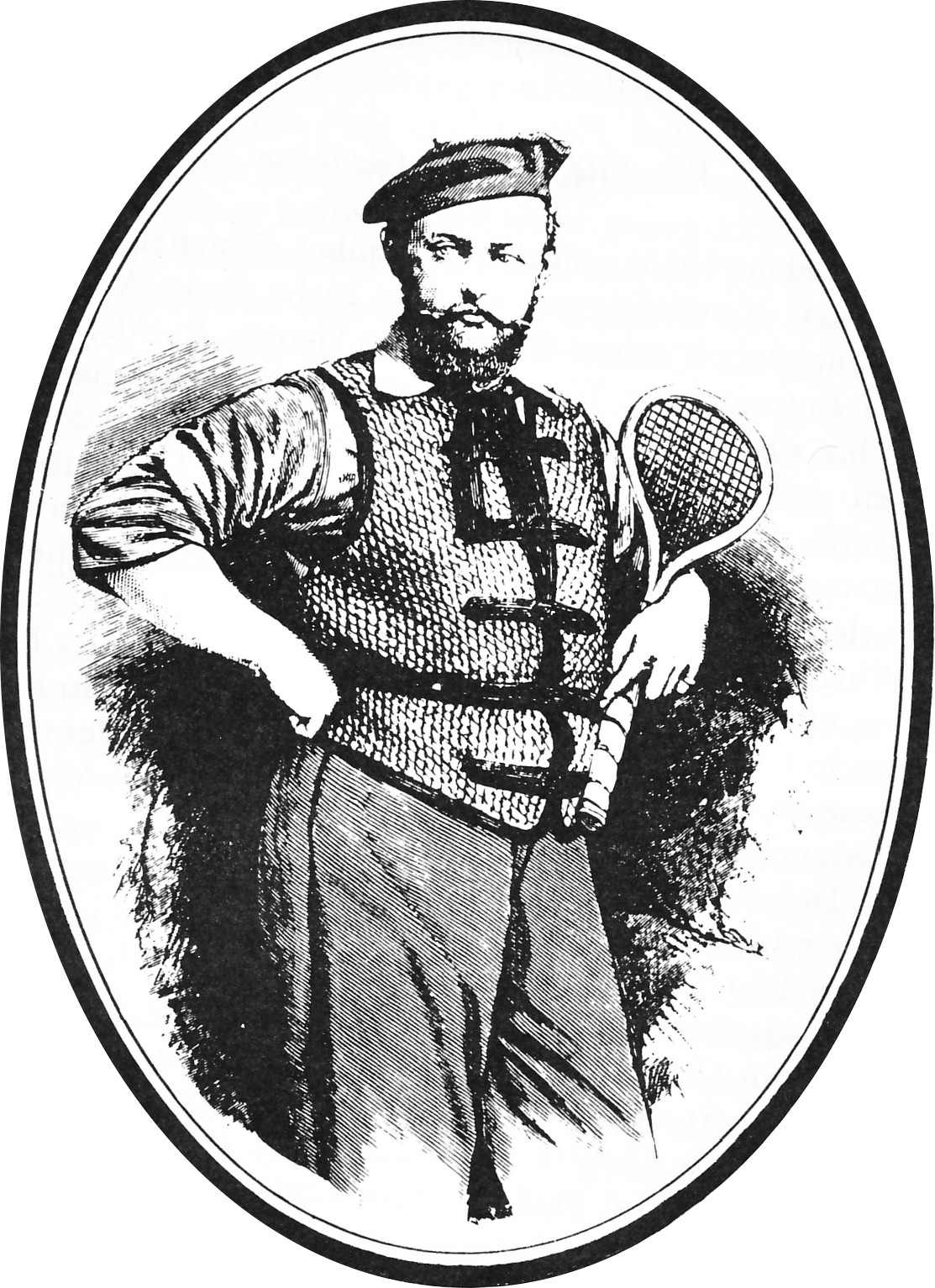
Walter Clopton Wingfield

Walter Clopton Wingfield (* 16. Oktober 1833 in Ruabon, Denbighshire,  Wales; † 18. April 1912 in London, England) war der Erfinder des Rasentennis.

## Leben
Wingfields Eltern starben früh, so dass er im Alter von 13 Jahren unter der Vormundschaft seines Onkels und des Bruders seines Großvaters, eines ehemaligen Colonels, stand. Auch Wingfield schlug eine militärische Laufbahn ein und wurde bei den First Dragoon Guards aufgenommen. Er diente in Indien, wo er die Tochter seines Generals heiratete. Er nahm am Zweiten Opiumkrieg und der Einnahme von Peking im Jahre 1860 teil. 1861 kehrte Wingfield nach England zurück und zog sechs Jahre später mit seiner Familie von Wales nach London.
Im Februar 1874 präsentierte er der Öffentlichkeit ein aus dem alten Jeu de Paume entwickeltes Spiel, das er Sphairistike, dem griechischen Wort für Ballspiel, bzw. lawn tennis nannte (The Game of Sphairistike Or Lawn Tennis). Das von ihm entwickelte Rasentennis mit den neuen Regeln wurde in kürzester Zeit unter den wohlhabenden Schichten Großbritanniens populär. Bereits in den 1880er Jahren entstanden überall Tennisplätze. 
Von Major Walter Clopton Wingfield stammen außerdem zwei grundlegende Regelbücher zum Tennis: The Book of the Game und The Major's Game of Lawn Tennis. Er erfand außerdem in den 1890er Jahren das Butterfly Bicycle. 
1997 wurde er in die International Tennis Hall of Fame aufgenommen.